# Yusuke Yada
Yusuke Yada (født 22. september 1983) er en tidligere japansk fodboldspiller.
Han har spillet for flere forskellige klubber i sin karriere, herunder Sagan Tosu og Sagan Tosu.